# Eliáš Parmský
Eliáš Parmský (Eliáš Robert Karel Maria; 23. července 1880, Biarritz – 27. června 1959, Friedberg) byl hlavou bourbonsko-parmské dynastie a v letech 1950 až 1959 pretendentem zaniklého parmského trůnu. V letech 1907 až 1950 sloužil jako regent nároků svých starších nemohoucích bratrů.

## Původ a mládí
Eliáš se narodil v Biarritzu jako nejmladší syn sesazeného parmského vévody Roberta a jeho první manželky Marie Pii Neapolsko-Sicilské (dcera neapolsko-sicilského krále Ferdinanda II.).

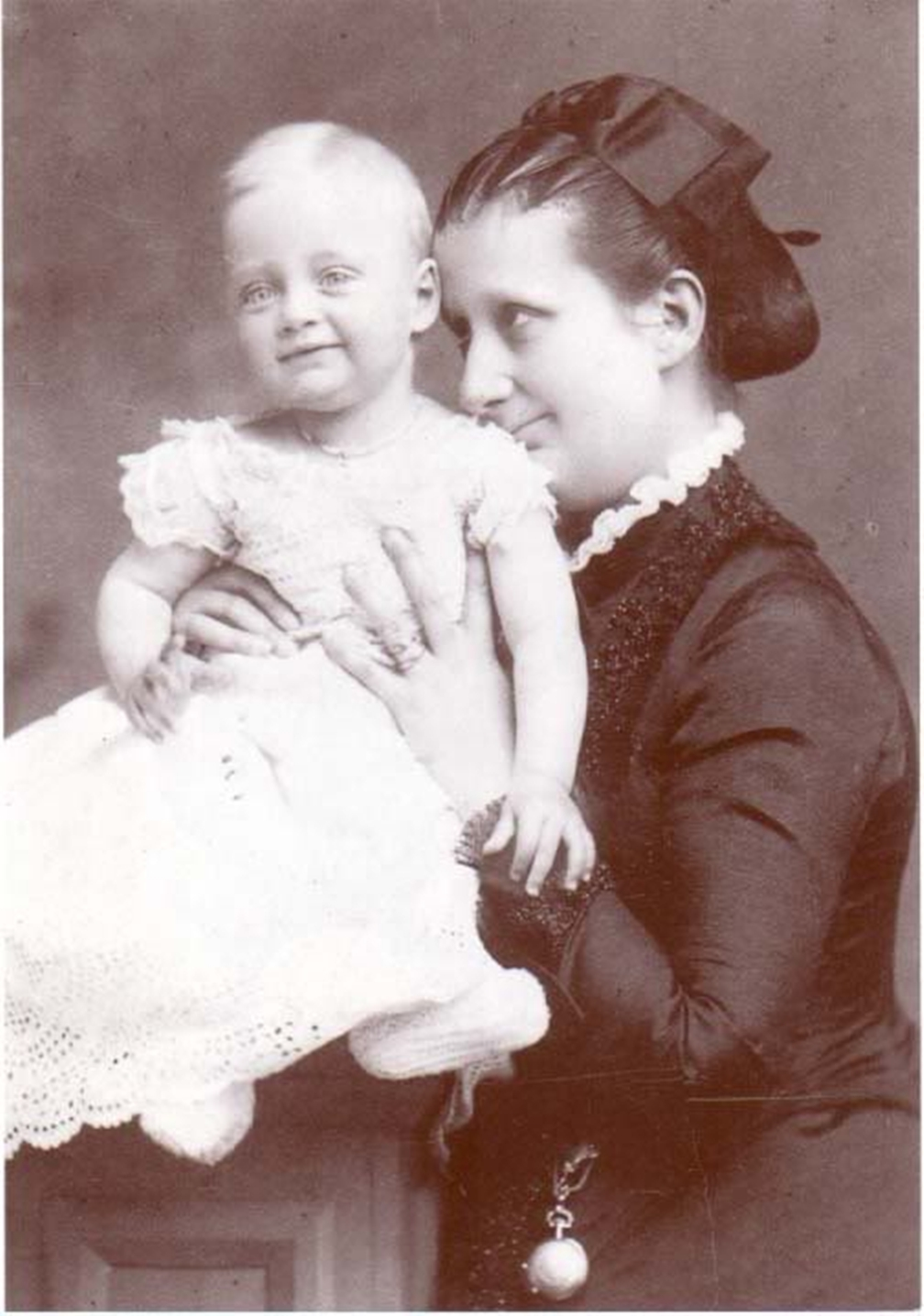
Eliáš se svou matkou Marií Piou

Navzdory ztrátě trůnu s jeho otec Robert užíval značného bohatství. Rodina vlastnila zámek ve Schwarzau am Steinfeld u Vídně, vilu Pianore mezi Pietrasantou a Viareggiem v Itálii a velkolepý zámek Chambord ve Francii (až do jeho konfiskace za první světové války).

## Manželství a potomci
25. května 1903 se dvaadvacetiletý Eliáš ve Vídni oženil s o dva roky mladší arcivévodkyní Marií Annou, dcerou arcivévody Bedřicha Těšínského a neteří španělské královny Marie Kristýny. Manželé spolu měli osm dětí, z nichž však jen jedno mělo sňatek a potomky:
- Alžběta Bourbonsko-Parmská (17. března 1904 – 13. června 1983), svobodná a bezdětná
- Karel Ludvík Bourbonsko-Parmský (22. září 1905 – 26. září 1912), svobodný a bezdětný
- Marie Františka Bourbonsko-Parmská (5. září 1906 – 20. února 1994), svobodná a bezdětná
- Robert Hugo Bourbonsko-Parmský (7. srpna 1909 – 15. listopadu 1974), svobodný a bezdětný
- František Alfons Bourbonsko-Parmský (14. června 1913 – 29. května 1939), svobodný a bezdětný
- Johana Isabela Bourbonsko-Parmská (8. července 1916 – 1. listopadu 1949), svobodná a bezdětná
- Alice Bourbonsko-Parmská (13. listopadu 1917 – 28. března 2017), ⚭ 1936 Alfons, vévoda z Kalábrie (30. listopadu 1901 – 3. února 1964)
- Marie Kristýna Bourbonsko-Parmská (7. června 1925 – 1. září 2006), svobodná a bezdětná

## Regent za své bratry
V roce 1907 zemřel Eliášův otec Robert a jeho vévodské nároky zdědil jeho syn Jindřich, který byl mentálně postižený. O méně než čtyři měsíce později velký maršál rakouského dvora prohlásil Jindřicha a jeho pět sourozenců za právně nezpůsobilé. Eliáš se stal regentem Jindřichových nároků a poručníkem svých sourozenců.
V roce 1907 císař František Josef I. Eliášovi udělil řád zlatého rouna.
V roce 1910 Eliáš dospěl k dohodě se svými nevlastními sourozenci, dětmi svého otce s druhou manželkou, o rozdělení majetku jejich otce. Eliáš měl mít polovinu majetku, aby podpořil svou hodnost jako hlavy rodiny; tato polovina zahrnovala zámek Chambord.
V roce 1915 Chambord byl francouzskou vládou izolován jako cizí majetek, protože byl Eliáš příslušníkem rakousko-uherské armády. Likvidační řízení bylo zahájeno v roce 1919 uplatněním smlouvy Saint-Germain-en-Laye, která spojencům poskytla právo si takový majetek ponechat. Eliášovi nevlastní bratři Sixtus a Xavier povolali Eliáše k soudu, aby získali větší podíl na majetku jejich otce. Tvrdili, že rodinná dohoda z roku 1910 porušuje francouzský zákon, který nařizuje rovné rozdělení mezi sourozenci. V roce 1925 francouzské soudy rozhodly, že Sixtus a Xavier by měli mít větší podíl, ale v roce 1928 byl tento rozsudek v odvolacím řízení zrušen. V roce 1932 kasační soud vyhověl odvolání z důvodu, že mezi sourozenci došlo k platné dohodě o nerovném rozdělení. Tím byla uznána Eliášova práva na zámek Chambord – ale byla zachována válečná konfiskace a Eliáš byl finančně odškodněn 11 miliony franků.
V roce 1939 Jindřich zemřel a novým nárokovatelem Parmy se stal další bratr Josef, který byl však také mentálně postižený. Eliáš tak nadále působil jako regent.
V roce 1950 Josef zemřel a Eliáš se sám stal pretendentem Parmy.
Eliáš zemřel 27. června 1959 ve věku 78 let ve štýrském Friedbergu. On i jeho manželka byli pohřbeni u vesnice Mönichkirchen.

## Vývod z předků
|               |                                   |  |                                 |                                       |  |  |  |  |  |  |  | Ludvík Parmský |
|               |                                   |  |                                 |                                       |  |  |  |  |  |  |  |                |
|               | Karel II. Parmský                 |  |                                 |                                       |  |  |  |  |  |  |  |                |
|               |                                   |  |                                 |                                       |  |  |  |  |  |  |  |                |
|               |                                   |  |                                 | Marie Luisa Španělská                 |  |  |  |  |  |  |  |                |
|               |                                   |  |                                 |                                       |  |  |  |  |  |  |  |                |
|               | Karel III. Parmský                |  |                                 |                                       |  |  |  |  |  |  |  |                |
|               |                                   |  |                                 |                                       |  |  |  |  |  |  |  |                |
|               |                                   |  |                                 | Viktor Emanuel I.                     |  |  |  |  |  |  |  |                |
|               |                                   |  |                                 |                                       |  |  |  |  |  |  |  |                |
|               | Marie Tereza Savojská             |  |                                 |                                       |  |  |  |  |  |  |  |                |
|               |                                   |  |                                 |                                       |  |  |  |  |  |  |  |                |
|               |                                   |  |                                 | Marie Tereza Rakouská-Este            |  |  |  |  |  |  |  |                |
|               |                                   |  |                                 |                                       |  |  |  |  |  |  |  |                |
|               | Robert I. Parmský                 |  |                                 |                                       |  |  |  |  |  |  |  |                |
|               |                                   |  |                                 |                                       |  |  |  |  |  |  |  |                |
|               |                                   |  |                                 | Karel X. Francouzský                  |  |  |  |  |  |  |  |                |
|               |                                   |  |                                 |                                       |  |  |  |  |  |  |  |                |
|               | Karel Ferdinand Bourbonský        |  |                                 |                                       |  |  |  |  |  |  |  |                |
|               |                                   |  |                                 |                                       |  |  |  |  |  |  |  |                |
|               |                                   |  |                                 | Marie Tereza Savojská                 |  |  |  |  |  |  |  |                |
|               |                                   |  |                                 |                                       |  |  |  |  |  |  |  |                |
|               | Luisa Marie Terezie z Artois      |  |                                 |                                       |  |  |  |  |  |  |  |                |
|               |                                   |  |                                 |                                       |  |  |  |  |  |  |  |                |
|               |                                   |  |                                 | František I. Neapolsko-Sicilský       |  |  |  |  |  |  |  |                |
|               |                                   |  |                                 |                                       |  |  |  |  |  |  |  |                |
|               | Marie Karolína Neapolsko-Sicilská |  |                                 |                                       |  |  |  |  |  |  |  |                |
|               |                                   |  |                                 |                                       |  |  |  |  |  |  |  |                |
|               |                                   |  |                                 | Marie Klementina Habsbursko-Lotrinská |  |  |  |  |  |  |  |                |
|               |                                   |  |                                 |                                       |  |  |  |  |  |  |  |                |
| Eliáš Parmský |                                   |  |                                 |                                       |  |  |  |  |  |  |  |                |
|               |                                   |  |                                 |                                       |  |  |  |  |  |  |  |                |
|               |                                   |  | Ferdinand I. Neapolsko-Sicilský |                                       |  |  |  |  |  |  |  |                |
|               |                                   |  |                                 |                                       |  |  |  |  |  |  |  |                |
|               | František I. Neapolsko-Sicilský   |  |                                 |                                       |  |  |  |  |  |  |  |                |
|               |                                   |  |                                 |                                       |  |  |  |  |  |  |  |                |
|               |                                   |  |                                 | Marie Karolína Habsbursko-Lotrinská   |  |  |  |  |  |  |  |                |
|               |                                   |  |                                 |                                       |  |  |  |  |  |  |  |                |
|               | Ferdinand II. Neapolsko-Sicilský  |  |                                 |                                       |  |  |  |  |  |  |  |                |
|               |                                   |  |                                 |                                       |  |  |  |  |  |  |  |                |
|               |                                   |  |                                 | Karel IV. Španělský                   |  |  |  |  |  |  |  |                |
|               |                                   |  |                                 |                                       |  |  |  |  |  |  |  |                |
|               | Marie Isabela Španělská           |  |                                 |                                       |  |  |  |  |  |  |  |                |
|               |                                   |  |                                 |                                       |  |  |  |  |  |  |  |                |
|               |                                   |  |                                 | Marie Luisa Parmská                   |  |  |  |  |  |  |  |                |
|               |                                   |  |                                 |                                       |  |  |  |  |  |  |  |                |
|               | Marie Pia Neapolsko-Sicilská      |  |                                 |                                       |  |  |  |  |  |  |  |                |
|               |                                   |  |                                 |                                       |  |  |  |  |  |  |  |                |
|               |                                   |  |                                 | Leopold II.                           |  |  |  |  |  |  |  |                |
|               |                                   |  |                                 |                                       |  |  |  |  |  |  |  |                |
|               | Karel Ludvík Rakousko-Těšínský    |  |                                 |                                       |  |  |  |  |  |  |  |                |
|               |                                   |  |                                 |                                       |  |  |  |  |  |  |  |                |
|               |                                   |  |                                 | Marie Ludovika Španělská              |  |  |  |  |  |  |  |                |
|               |                                   |  |                                 |                                       |  |  |  |  |  |  |  |                |
|               | Marie Terezie Izabela Rakouská    |  |                                 |                                       |  |  |  |  |  |  |  |                |
|               |                                   |  |                                 |                                       |  |  |  |  |  |  |  |                |
|               |                                   |  |                                 | Fridrich Vilém Nasavsko-Weilburský    |  |  |  |  |  |  |  |                |
|               |                                   |  |                                 |                                       |  |  |  |  |  |  |  |                |
|               | Jindřiška Nasavsko-Weilburská     |  |                                 |                                       |  |  |  |  |  |  |  |                |
|               |                                   |  |                                 |                                       |  |  |  |  |  |  |  |                |
|               |                                   |  |                                 | Luisa Isabela z Kirchbergu            |  |  |  |  |  |  |  |                |
|               |                                   |  |                                 |                                       |  |  |  |  |  |  |  |                |